# Fabiola (Roman)
Fabiola oder Die Kirche der Katakomben ist ein historischer Roman, der vom englischen Kardinal Nicholas Wiseman verfasst und im Jahre 1854 erstveröffentlicht wurde. Der Roman wurde dreimalig verfilmt.

## Inhalt

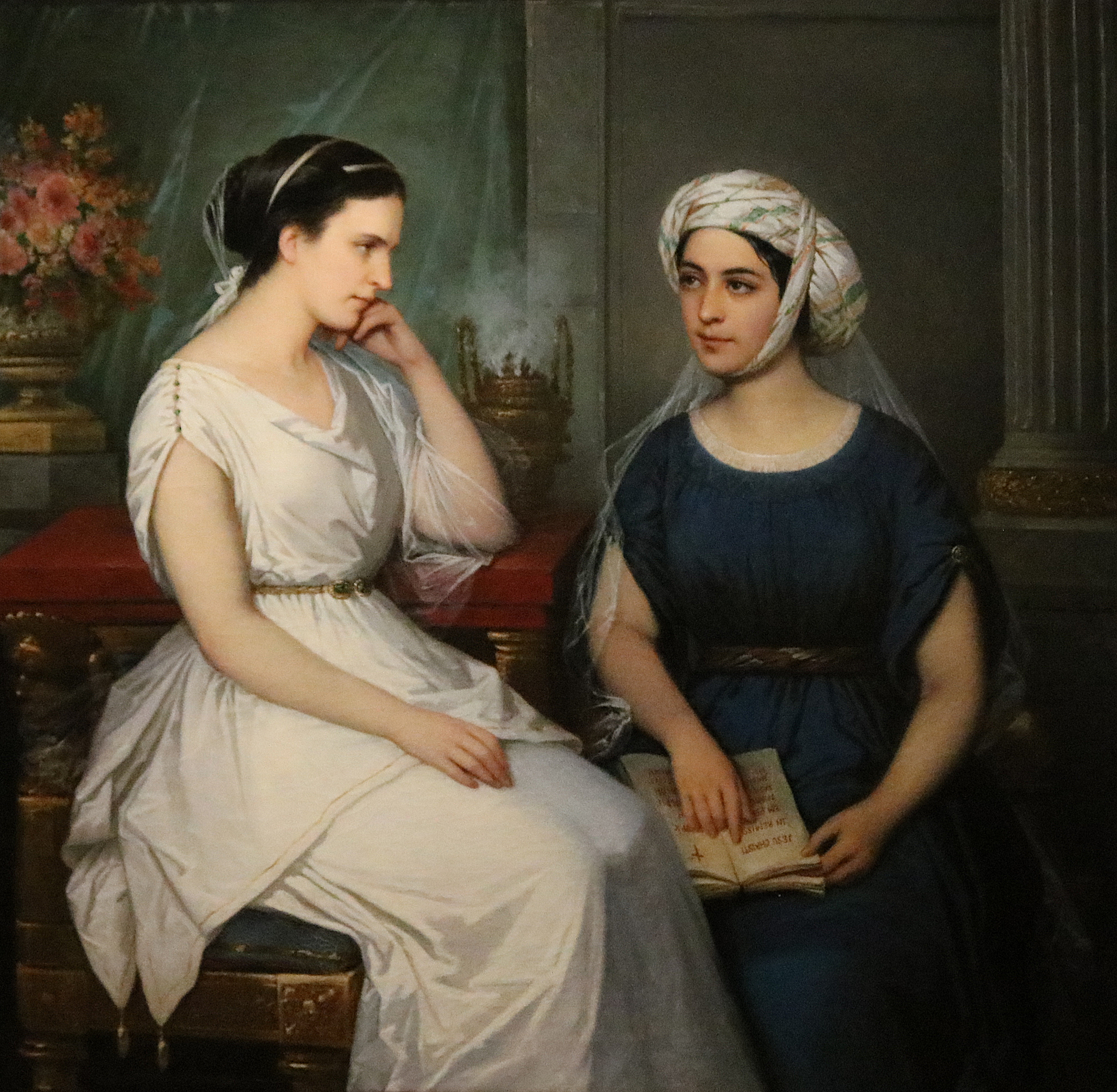
Amanda Fougère, Originaltitel: Fabiola, dame romaine, ecoute les lectures que lui fait Syra son esclave (dt.: Die römische Dame Fabiola lauscht den Ausführungen ihrer Sklavin Syra), 1859, Gemälde, inspiriert durch den Roman Fabiola.

Die Geschichte spielt im Rom des frühen 4. Jahrhunderts n. Chr., während der Zeit der Christenverfolgung unter dem römischen Kaiser Diokletian.
Die Heldin des Buches ist Fabiola, eine junge Schönheit aus einer vornehmen römischen Familie. Sie wird von ihrem Vater Fabius verwöhnt, der ihr nichts verweigern kann. Fabiola scheint alles zu haben, einschließlich einer hervorragenden philosophischen Bildung, doch unter der Oberfläche ist sie mit ihrem Leben nicht zufrieden. Eines Tages greift sie in einem Wutanfall ihre Sklavin Syra, eine heimliche Christin, an und verwundet sie. Die stolze, verwöhnte Römerin wird in dieser Situation mit Syras christlicher Demut und Aufopferungsbereitschaft konfrontiert, und es beginnt eine langsame Wandlung, die schließlich in ihre Bekehrung zum Christentum gipfelt. Dabei wird sie durch das Beispiel und die Gespräche mit ihrer Sklavin Syra und durch ihre Cousine Agnes, ebenfalls einer Christin, der sie innig zugetan ist, inspiriert.
Ein zweiter Erzählstrang handelt von dem jungen Pankratius, einem frommen Christen und Sohn eines Märtyrers, der sich selbst auf den Märtyrertod vorbereitet. Pankratius' Gegenspieler ist Corvinus, ein tyrannischer Mitschüler, der sich über die Frömmigkeit des jungen Christen ärgert. Er setzt alles daran, ihn und die christliche Gemeinschaft in den Katakomben von Rom zu Fall zu bringen. Dazu gehört auch, dass er den Lynchmord an ihrem ehemaligen Lehrer Cassianus inszeniert, der insgeheim Christ ist. Doch Pankratius zeigt seinem Feind die Bedeutung der christlichen Vergebung, als er ihm das Leben rettet, kurz nachdem Corvinus Cassianus töten ließ.
Eine weitere Figur der Geschichte ist der rätselhafte Fulvius, ein scheinbar reicher junger Mann aus dem Osten, der sich als Christenjäger entpuppt, der Christen gegen Geld an die Behörden ausliefert. Er strebt einerseits danach, die Hand von Fabiola oder Agnes zu gewinnen, und andererseits, die christliche Gemeinde in Rom zu vernichten. Nach einigen dramatischen Ereignissen findet er in Syra seine lange verschollene jüngere Schwester Myriam wieder, wendet sich von seinem bösen Tun ab, konvertiert zum Christentum und lebt fortan als Einsiedler.

## Charaktere und ihre realen Vorbilder
Die fiktive Geschichte nimmt Bezug auf eine Reihe von Märtyrerberichten und Legenden über echte christliche Heilige. Dazu gehören die Heilige Agnes, der Heilige Sebastian, der Heilige Pankratius, der Heilige Cassian, die Heilige Emerentiana und der Heilige Tarzisius. Zwei Ausnahmen sind die Figuren der Fabiola und der blinden Bettlerin Cäcilia, Syras Freundin und Mitchristin; sie tragen zwar Namen von Heiligen, sind aber nicht identisch mit der heiligen Fabiola (die später lebte) und der heiligen Cäcilia (deren Legende sich stark von der Geschichte der Cäcilia im Roman unterscheidet).
Als Inspiration dienten Wiseman laut Eigenaussage die Akten frühchristlicher Märtyrer sowie die Offizien der Heiligen aus dem römischen Brevier.

## Hintergrund

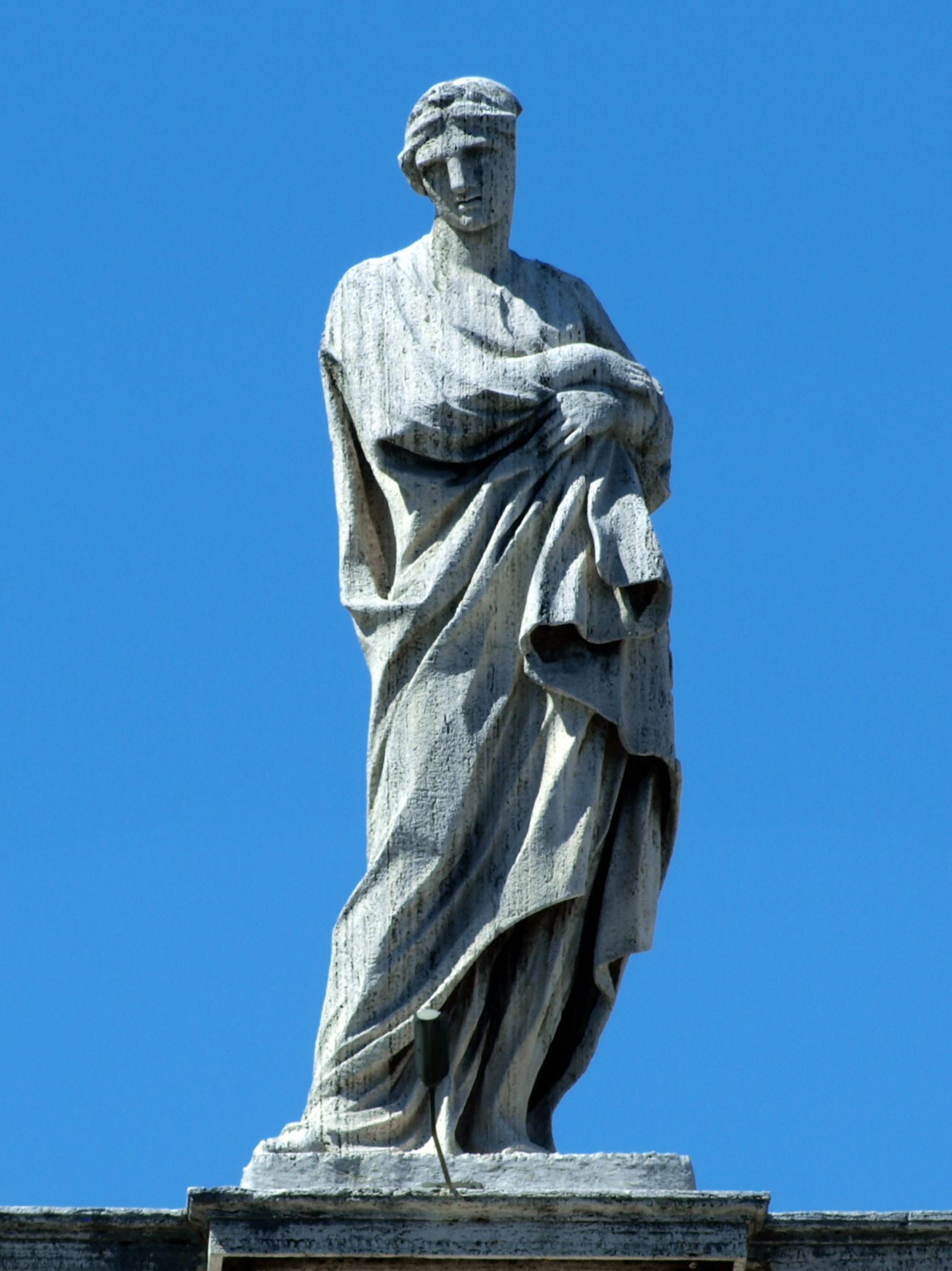
Heilige Fabiola auf den Kolonnaden des Petersplatzes in Rom

Wieseman schrieb Fabiola zum Teil als Reaktion auf das Buch Hypatia, des anglikanischen Autors Charles Kingsley, wie auch als Beitrag zu einem Aufbau einer „katholischen Volksbibliothek“. Der Roman richtete sich vor allem an die umkämpfte katholische Minderheit in England, die während der Katholikenemanzipation des späten 18. und frühen 19. Jahrhunderts aus ihrem halbillegalen Status hervorgegangen war. Im Jahr 1850 wurde dann die katholische Hierarchie in England durch Papst Pius IX. wiederhergestellt.

Deshalb betont der Autor im Laufe der Geschichte immer wieder die enge Gemeinschaft der frühen Christen, ihre Liebe zueinander, ihre solidarische Verbundenheit. Gleichzeitig sind direkte Bezüge zur zeitgenössischen Situation der Katholiken in England relativ selten, insbesondere im Vergleich zu John Henry Newmans Callista (1855), das als eine Art „Vorläufer“ von Fabiola in Auftrag gegeben wurde. Dennoch zielt die heroische Sprache, in der die Geschichten der Märtyrer erzählt werden, offensichtlich darauf ab, den Mut und die Entschlossenheit der Katholiken in England zu stärken. 

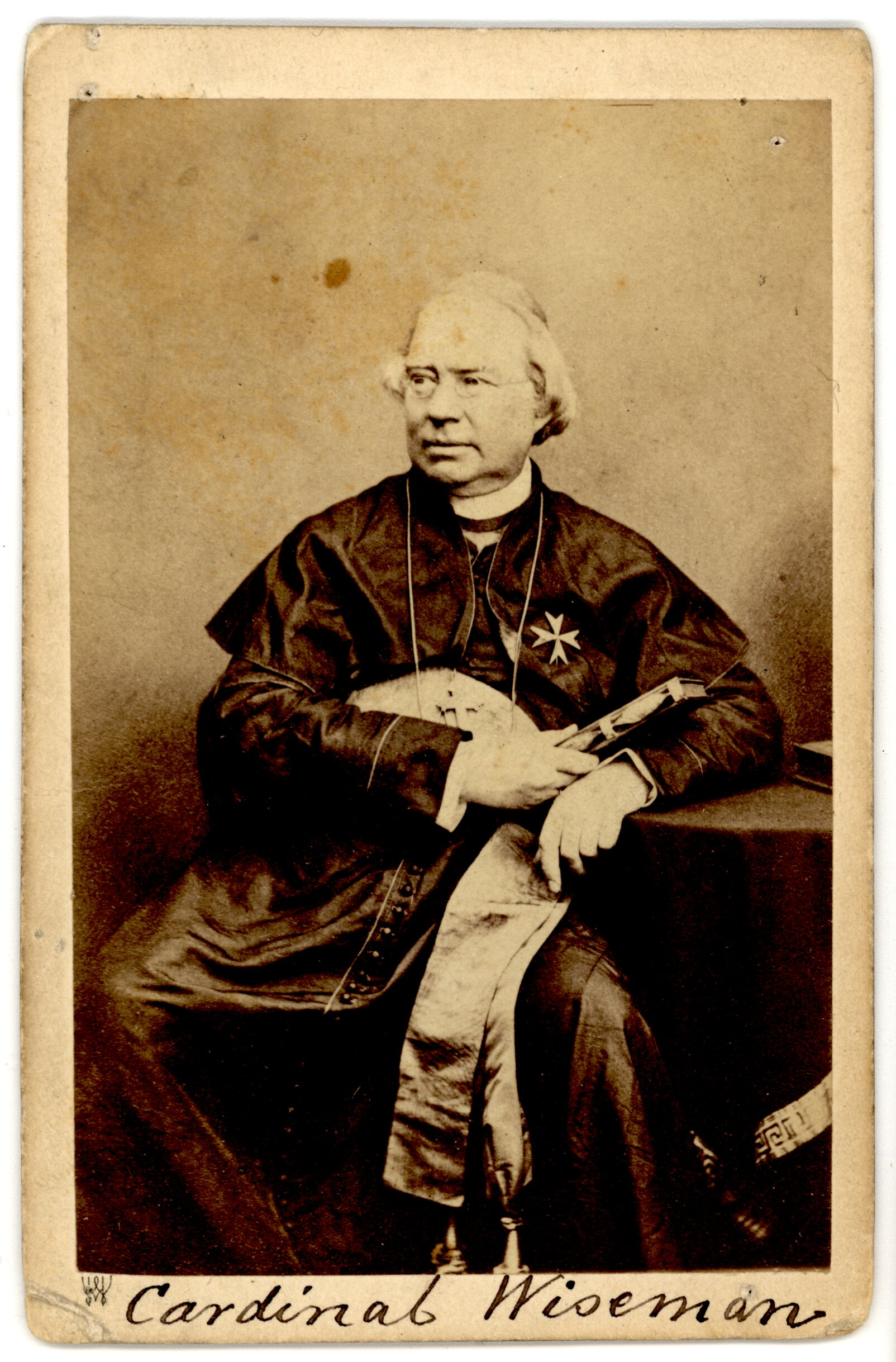
Kardinal Nicholas Wiseman (etwa 1865)

Außerdem möchte das Buch den Leser historisch bilden: Mehrere Kapitel beinhalten detaillierte Beschreibungen und historische Informationen über frühchristliche Anbetungsformen und Bestattungsriten in den Katakomben. Der Roman folgt dabei jedoch dem historischen Wissensstand und der zeitgenössischen Perspektive Newmans und übertreibt die Rolle, die die Katakomben im frühchristlichen Leben spielten, stark.
Mit seinen eigenen Worten beschreibt Wiseman in der Vorrede zum Roman seine Absicht als „darauf gerichtet, den Leser mit den Gebräuchen, Gewohnheiten, mit den Zuständen, den Ideen, den Gefühlen und dem Geiste der ersten Zeiten des Christentums vertraut zu machen“, um „Bewunderung und Liebe zu jenen ersten Zeiten [zu] wecken“.

## Verfilmungen
Eine Stummfilmversion wurde 1918 in Italien unter der Regie von Enrico Guazzoni produziert. Außerdem wurde 1949 eine aufwendige französisch-italienische Verfilmung veröffentlicht (die die USA erst 1951 in einer synchronisierten und drastisch gekürzten Fassung erreichte). Der zweite Film hat wenig Ähnlichkeit mit dem Roman, der ihm zur Vorlage gedient haben soll. Eine dritte „Peplum“-Filmversion namens La Rivolta degli Schiavi wurde 1960 produziert. In ihr wurden mehr Elemente aus dem Roman verwendet, als in der zweiten Version. So wurden sowohl St. Agnes als auch St. Sebastian aufgenommen, obwohl der Inhalt in vielerlei Hinsicht vom Roman abweicht.

## Theaterstück
Der deutsche Schriftsteller Joseph Eckerskorn verarbeitete den Roman für die Bühne unter dem Titel „Fabiola: Ein Schauspiel in 5 Aufzügen aus den Katakomben nach der gleichnamigen Erzählung von Wiseman“, das 1926 erschien.